# Districte electoral de Sort
El districte de Sort fou una circumscripció electoral del Congrés dels Diputats utilitzada en les eleccions generals espanyoles entre 1871 i 1923. Es tractava d'un districte uninominal, ja que només era representat per un sol diputat.

## Àmbit geogràfic
El districte comprenia tot el partit judicial de Sort, tot el de Vielha i el nord del partit de Tremp. Aquest territori correspon a les actuals comarques de l'Alta Ribagorça, Aran, Pallars Sobirà i el nord del Pallars Jussà.

## Diputats electes
| Elecció | Elecció        | Diputat                            | Partit/Ideologia                    |
| ------- | -------------- | ---------------------------------- | ----------------------------------- |
|         | 1871           | Joan Vidal i Carlà                 | Comunió Tradicionalista             |
|         | Abril 1872     | Bonaventura Agulló i Prats         | Partit Republicà Democràtic Federal |
|         | Agost 1872     | Josep Canut i Especier             | Sense dades                         |
|         | 1873           | Francisco de Paula Canalejas Casas | Partit Radical                      |
|         | 1876           | Ròmul Moragas i Droz               | Conservador                         |
|         | 1876 (parcial) | José Ferreras Toro                 | Partit Constitucional               |
|         | 1879           | Miguel Cabezas Montemayor          | Liberal                             |
|         | 1881           | Luis de León y Cataumber           | Liberal                             |
|         | 1893 (parcial) | Ricardo García Trapero Veragua     | Liberal                             |
|         | 1899           | Joan Torres i Vilanova             | Conservador                         |
|         | 1901           | Emili Riu i Periquet               | Liberal                             |
|         | 1918           | Eduard Aunós Pérez                 | Lliga Regionalista                  |
|         | 1919           | Daniel Riu i Periquet              | Unió Monàrquica Nacional            |
|         | 1920           | Manuel Rius i Rius                 | Unió Monàrquica Nacional            |
|         | 1923           | Emili Riu i Periquet               | Liberal albista                     |

## Resultats electorals

### Dècada de 1920
| Eleccions generals del 29/04/1923 |                  |                      |                                                     |
| Partit/Ideologia                  | Partit/Ideologia | Candidat             | Vots                                                |
|                                   | Liberal albista  | Emili Riu i Periquet | Electe mitjançant l'article 29 de la llei electoral |

| Eleccions generals del 19/12/1920 |                          |                    |       |      |
| Partit/Ideologia                  | Partit/Ideologia         | Candidat           | Vots  | %    |
|                                   | Unió Monàrquica Nacional | Manuel Rius i Rius | 5.593 | 97,9 |
|                                   | Altres                   | Altres             | 107   | 1,9  |
| Vots en blanc                     | Vots en blanc            | Vots en blanc      | 15    | 0,3  |
| Total                             | Total                    | Total              | 5.715 | 100  |
| Cens/participació                 | Cens/participació        | Cens/participació  | 8.259 | 69,2 |

### Dècada de 1910
| Eleccions generals del 01/06/1919 |                          |                       |                                                     |
| Partit/Ideologia                  | Partit/Ideologia         | Candidat              | Vots                                                |
|                                   | Unió Monàrquica Nacional | Daniel Riu i Periquet | Electe mitjançant l'article 29 de la llei electoral |

| Eleccions generals del 24/02/1918 |                     |                      |       |      |
| Partit/Ideologia                  | Partit/Ideologia    | Candidat             | Vots  | %    |
|                                   | Lliga Regionalista  | Eduard Aunós Pérez   | 3.291 | 56,3 |
|                                   | Liberal autonomista | Emili Riu i Periquet | 2.555 | 43,7 |
| Total                             | Total               | Total                | 5.846 | 100  |
| Cens/participació                 | Cens/participació   | Cens/participació    | 8.913 | 65,6 |

| Eleccions generals del 09/04/1916 |                          |                       |       |      |
| Partit/Ideologia                  | Partit/Ideologia         | Candidat              | Vots  | %    |
|                                   | Liberal                  | Emili Riu i Periquet  | 4.074 | 84,3 |
|                                   | Comitè de Defensa Social | Joan S. Griñó i Piñol | 671   | 13,9 |
|                                   | Altres                   | Altres                | 89    | 1,8  |
| Total                             | Total                    | Total                 | 4.834 | 100  |
| Cens/participació                 | Cens/participació        | Cens/participació     | 8.982 | 53,8 |

| Eleccions generals del 08/03/1914 |                         |                                           |       |      |
| Partit/Ideologia                  | Partit/Ideologia        | Candidat                                  | Vots  | %    |
|                                   | Liberal Demòcrata       | Emili Riu i Periquet                      | 3.938 | 62,4 |
|                                   | Comunió Tradicionalista | Francesc de Borja de Llanza i de Bobadila | 2.362 | 37,4 |
|                                   | Altres                  | Altres                                    | 7     | 0,1  |
| Vots en blanc                     | Vots en blanc           | Vots en blanc                             | 3     | 0,0  |
| Total                             | Total                   | Total                                     | 6.310 | 100  |
| Cens/participació                 | Cens/participació       | Cens/participació                         | 8.634 | 73,1 |

| Eleccions generals del 08/05/1910 |                  |                      |                                                     |
| Partit/Ideologia                  | Partit/Ideologia | Candidat             | Vots                                                |
|                                   | Liberal          | Emili Riu i Periquet | Electe mitjançant l'article 29 de la llei electoral |

### Dècada de 1900
| Eleccions generals del 21/04/1907 |                                   |                      |       |      |
| Partit/Ideologia                  | Partit/Ideologia                  | Candidat             | Vots  | %    |
|                                   | Liberal canalejista anti-solidari | Emili Riu i Periquet | 3.492 | 58,3 |
|                                   | Conservador anti-solidari         | Lluís Romanich i Mas | 2.429 | 40,6 |
|                                   | Altres                            | Altres               | 65    | 1,1  |
| Total                             | Total                             | Total                | 5.986 | 100  |
| Cens/participació                 | Cens/participació                 | Cens/participació    | 8.975 | 66,7 |

| Eleccions generals del 10/11/1905 |                    |                       |       |      |
| Partit/Ideologia                  | Partit/Ideologia   | Candidat              | Vots  | %    |
|                                   | Liberal moretista  | Emili Riu i Periquet  | 3.984 | 64,9 |
|                                   | Independent        | Joaquim Arumí i Sauri | 2.142 | 34,9 |
|                                   | Liberal monterista | Alfonso de Chopitea   | 0     | 0,0  |
|                                   | Conservador        | Lluís Romanich i Mas  | 0     | 0,0  |
| Vots en blanc                     | Vots en blanc      | Vots en blanc         | 8     | 0,1  |
| Total                             | Total              | Total                 | 6.134 | 100  |
| Cens/participació                 | Cens/participació  | Cens/participació     | 8.834 | 69,4 |

| Elecció parcial del 26/05/1903 |                   |                      |       |      |
| Partit/Ideologia               | Partit/Ideologia  | Candidat             | Vots  | %    |
|                                | Liberal           | Emili Riu i Periquet | 5.006 | 80,0 |
|                                | Conservador       | Marià Fuster         | 1.249 | 20,0 |
|                                | Altres            | Altres               | 2     | 0,0  |
| Total                          | Total             | Total                | 6.257 | 100  |
| Cens/participació              | Cens/participació | Cens/participació    | 8.499 | 73,6 |

| Eleccions generals del 19/05/1901 |                          |                        |       |      |
| Partit/Ideologia                  | Partit/Ideologia         | Candidat               | Vots  | %    |
|                                   | Liberal                  | Emili Riu i Periquet   | 5.782 | 88,9 |
|                                   | Conservador polaviejista | Joan Torras i Vilanova | 714   | 11,0 |
|                                   | Altres                   | Altres                 | 7     | 0,1  |
| Total                             | Total                    | Total                  | 6.503 | 100  |
| Cens/participació                 | Cens/participació        | Cens/participació      | 8.449 | 77,0 |

### Dècada de 1890
| Eleccions generals del 16/04/1899 |                   |                        |       |      |
| Partit/Ideologia                  | Partit/Ideologia  | Candidat               | Vots  | %    |
|                                   | Conservador       | Joan Torres i Vilanova | 3.337 | 68,5 |
|                                   | Altres            | Altres                 | 1.531 | 31,5 |
| Total                             | Total             | Total                  | 4.868 | 100  |
| Cens/participació                 | Cens/participació | Cens/participació      | 8.257 | 59,0 |

| Eleccions generals del 27/03/1898 |                   |                                |       |       |
| Partit/Ideologia                  | Partit/Ideologia  | Candidat                       | Vots  | %     |
|                                   | Liberal           | Ricardo García Trapero Veragua | 5.382 | 100,0 |
| Total                             | Total             | Total                          | 5.382 | 100   |
| Cens/participació                 | Cens/participació | Cens/participació              | 8.341 | 64,5  |

| Eleccions generals del 12/04/1896 |                   |                                |       |      |
| Partit/Ideologia                  | Partit/Ideologia  | Candidat                       | Vots  | %    |
|                                   | Liberal           | Ricardo García Trapero Veragua | 5.960 | 98,2 |
|                                   | Altres            | Altres                         | 111   | 1,8  |
| Total                             | Total             | Total                          | 6.071 | 100  |
| Cens/participació                 | Cens/participació | Cens/participació              | 8.380 | 72,4 |

| Elecció parcial del 11/06/1893 |                   |                                |       |      |
| Partit/Ideologia               | Partit/Ideologia  | Candidat                       | Vots  | %    |
|                                | Liberal           | Ricardo García Trapero Veragua | 5.700 | 93,4 |
|                                | Altres            | Altres                         | 406   | 6,6  |
| Total                          | Total             | Total                          | 6.106 | 100  |
| Cens/participació              | Cens/participació | Cens/participació              | 8.308 | 73,5 |

| Eleccions generals del 05/03/1893 |                   |                          |       |      |
| Partit/Ideologia                  | Partit/Ideologia  | Candidat                 | Vots  | %    |
|                                   | Liberal           | Luis de León y Cataumber | 5.555 | 98,2 |
|                                   | Altres            | Altres                   | 102   | 1,8  |
| Total                             | Total             | Total                    | 5.657 | 100  |
| Cens/participació                 | Cens/participació | Cens/participació        | 8.379 | 67,5 |

| Eleccions generals del 01/02/1891 |                  |                          |       |
| Partit/Ideologia                  | Partit/Ideologia | Candidat                 | Vots  |
|                                   | Liberal          | Luis de León y Cataumber | 4.134 |

### Dècada de 1880
| Eleccions generals del 04/04/1886 |                  |                          |       |      |
| Partit/Ideologia                  | Partit/Ideologia | Candidat                 | Vots  | %    |
|                                   | Liberal          | Luis de León y Cataumber | 1.349 | 76,5 |
|                                   | Altres           | Altres                   | 415   | 23,5 |
| Total                             | Total            | Total                    | 1.764 | 100  |

| Eleccions generals del 27/04/1884 |                  |                          |       |      |
| Partit/Ideologia                  | Partit/Ideologia | Candidat                 | Vots  | %    |
|                                   | Liberal          | Luis de León y Cataumber | 1.571 | 80,2 |
|                                   | Altres           | Altres                   | 389   | 19,8 |
| Total                             | Total            | Total                    | 1.960 | 100  |

| Eleccions generals del 20/08/1881 |                  |                          |       |      |
| Partit/Ideologia                  | Partit/Ideologia | Candidat                 | Vots  | %    |
|                                   | Liberal          | Luis de León y Cataumber | 1.148 | 57,2 |
|                                   | Altres           | Altres                   | 859   | 42,8 |
| Total                             | Total            | Total                    | 2.007 | 100  |

### Dècada de 1870
| Eleccions generals del 20/04/1879 |                  |                           |       |      |
| Partit/Ideologia                  | Partit/Ideologia | Candidat                  | Vots  | %    |
|                                   | Liberal          | Miguel Cabezas Montemayor | 1.767 | 99,3 |
|                                   | Altres           | Altres                    | 12    | 0,7  |
| Total                             | Total            | Total                     | 1.779 | 100  |

| Elecció parcial del 05/05/1876 |                       |                    |       |      |
| Partit/Ideologia               | Partit/Ideologia      | Candidat           | Vots  | %    |
|                                | Partit Constitucional | José Ferreras Toro | 2.890 | 47,9 |
|                                | Altres                | Altres             | 3.146 | 52,1 |
| Total                          | Total                 | Total              | 6.036 | 100  |
| Cens/participació              | Cens/participació     | Cens/participació  | 8.577 | 70,4 |

| Eleccions generals del 20/01/1876 |                  |                      |       |      |
| Partit/Ideologia                  | Partit/Ideologia | Candidat             | Vots  | %    |
|                                   | Conservador      | Ròmul Moragas i Droz | 2.890 | 97,7 |
|                                   | Altres           | Altres               | 68    | 2,3  |
| Total                             | Total            | Total                | 2.958 | 100  |

| Eleccions generals del 10/05/1873 |                  |                                    |       |      |
| Partit/Ideologia                  | Partit/Ideologia | Candidat                           | Vots  | %    |
|                                   | Partit Radical   | Francisco de Paula Canalejas Casas | 2.067 | 54,0 |
|                                   | Altres           | Altres                             | 1.761 | 46,0 |
| Total                             | Total            | Total                              | 3.828 | 100  |

| Eleccions generals del 24/08/1872 |                  |                        |       |       |
| Partit/Ideologia                  | Partit/Ideologia | Candidat               | Vots  | %     |
|                                   | Sense dades      | Josep Canut i Especier | 2.992 | 100,0 |
|                                   | Altres           | Altres                 | 1     | 0,0   |
| Total                             | Total            | Total                  | 2.993 | 100   |

| Eleccions generals del 03/04/1872 |                                     |                            |       |      |
| Partit/Ideologia                  | Partit/Ideologia                    | Candidat                   | Vots  | %    |
|                                   | Partit Republicà Democràtic Federal | Bonaventura Agulló i Prats | 2.965 | 62,2 |
|                                   | Altres                              | Altres                     | 1.803 | 37,8 |
| Total                             | Total                               | Total                      | 4.768 | 100  |

| Eleccions generals del 08/03/1871 |                         |                    |       |      |
| Partit/Ideologia                  | Partit/Ideologia        | Candidat           | Vots  | %    |
|                                   | Comunió Tradicionalista | Joan Vidal i Carlà | 3.481 | 54,2 |
|                                   | Altres                  | Altres             | 2.939 | 45,8 |
| Total                             | Total                   | Total              | 6.420 | 100  |